# Pernod (Seine)
De Pernod was een Franse wegracemachine die onder de naam van de sponsor Pernod (van de anijsdrank) door Jean Bidalot (van Motobécane) werd ontwikkeld. 
De machine werd in 1981 voor het eerst in races ingezet. De Pernod 250 cc racer had een watergekoelde tweecilinder tweetaktmotor met roterende inlaten. De machine was redelijk succesvol. Al in 1981 werd Thierry Espié derde in Hockenheim en in 1983 won Jacques Bolle de GP van Engeland.